# ریپابوتونی
ریپابوتونی (به ایتالیایی: Ripabottoni) یک کومونه در ایتالیا است که در استان کامپوباسو واقع شده‌است.

## خصوصیات
ریپابوتونی ۳۱٫۹ کیلومترمربع مساحت و ۶۴۴ نفر جمعیت دارد و ۶۹۵ متر بالاتر از سطح دریا واقع شده‌است.